# 江苏省盱眙中学
江苏省盱眙中学是中華人民共和國江蘇省淮安市盱眙縣一所四星级高中，创建于1920年，前身为安徽省立第九中学以及新四军淮南师范。

## 外部連結
- 官方网站